# Aaron Dell
Aaron Dell (* 4. Mai 1989 in Airdrie, Alberta) ist ein kanadischer Eishockeytorwart, der seit September 2024 erneut bei den San Jose Barracuda aus der American Hockey League (AHL) unter Vertrag steht und. Zuvor war Dell bereits zweimal in der Organisation der San Jose Sharks aktiv, ebenso wie bei den Toronto Maple Leafs, New Jersey Devils und Buffalo Sabres in der National Hockey League (NHL).

## Karriere
Dell spielte während seiner Juniorenzeit zwischen 2007 und 2009 für die Calgary Canucks in der Alberta Junior Hockey League. Anschließend verbrachte er drei Jahre an der University of North Dakota und spielte dort für das Eishockeyteam der Universität in der Western Collegiate Hockey Association, einer Division der National Collegiate Athletic Association. Mit dem Team gewann er in den drei folgenden Jahren jeweils die Meisterschaft der WCHA und wurde mit zahlreichen persönlichen Auszeichnungen dekoriert. Mit 30 Siegen in der Saison 2010/11 brach er den zuvor gehaltenen Schulrekord von Ed Belfour mit 29 Siegen.
Dennoch wechselte der Torwart zur Saison 2012/13 ungedraftet in den Profibereich und schloss sich den Allen Americans aus der Central Hockey League an. Mit diesen gewann er am Saisonende den Ray Miron President’s Cup und wurde als bester Torwart der Liga erneut zahlreich ausgezeichnet. Zur Spielzeit 2013/14 wechselte er zu den Utah Grizzlies. Dort bestätigte Dell seine Leistungen und wurde im Saisonverlauf von zahlreichen Franchises der American Hockey League auf Leihbasis getestet. Lediglich bei den Abbotsford Heat kam er im März 2014 zu sechs Einsätzen. Die Grizzlies verlängerten seinen Vertrag daher im Juli 2015 vorzeitig und ließen ihn am Trainingslager der Worcester Sharks aus der AHL teilnehmen. Im Oktober 2015 kehrte er schließlich per Transfer zu den Allen Americans, die zwischenzeitlich auch in die ECHL gewechselt waren, zurück. Über die Americans erarbeitete sich der Torwart schnell einen Platz im Kader der Worcester Sharks, wo er sich den Posten mit Troy Grosenick teilte. Gegen Ende der Saison 2014/15 unterbreiteten ihm die San Jose Sharks schließlich einen neuen Vertrag mit Gültigkeit für die National Hockey League. Diesen verlängerten sie im Juli 2016 um zwei Jahre, nachdem sich Dell in der Saison 2015/16 im Tor der San Jose Barracuda – dem neuen Farmteam der San Jose Sharks – als Stammtorhüter etabliert hatte.
Mit Beginn der Saison 2016/17 stieg Dell zum Ersatztorwart von Martin Jones in den NHL-Kader der San Jose Sharks auf und kam zu 20 Saisoneinsätzen. Nach etwa sechs Jahren in der Organisation der Sharks schloss sich Dell im Oktober 2020 als Free Agent den Toronto Maple Leafs an. Als diese ihn zu Beginn der Spielzeit 2020/21 über den Waiver in die AHL schicken wollten, wurde sein Vertrag von den New Jersey Devils übernommen. Dort beendete er die Saison und wechselte anschließend als Free Agent zu den Buffalo Sabres. Dort pendelte er in der Spielzeit 2021/22 zwischen der NHL und AHL, ehe er im Juli 2022 nach San Jose zurückkehrte. Dort wurde sein Vertrag im Sommer 2023 nicht verlängert.
Im Januar 2024 unterzeichnete Dell einen auf die AHL beschränkten Vertrag bei den Ontario Reign, bevor er im März 2024 auch von deren NHL-Kooperationspartner angestellt wurde, den Los Angeles Kings. Es blieb im restlichen Saisonverlauf aber lediglich bei Einsätzen für Ontario. Anschließend kehrte der Schlussmann im September desselben Jahres erneut zu den San Jose Barracuda zurück.

## Erfolge und Auszeichnungen
| - 2009 AJHL South All-Star Team - 2010 Broadmoor-Trophy-Gewinn mit der University of North Dakota - 2011 Broadmoor-Trophy-Gewinn mit der University of North Dakota - 2011 WCHA First All-Star Team - 2011 NCAA West Second All-American Team - 2012 Broadmoor-Trophy-Gewinn mit der University of North Dakota - 2012 WCHA All-Tournament Team | - 2012 WCHA Tournament Most Valuable Player - 2013 Ray-Miron-President’s-Cup-Gewinn mit den Allen Americans - 2013 CHL Most Outstanding Goaltender - 2013 CHL All-CHL Team - 2013 CHL All-Rookie Team - 2013 CHL All-Star Team - 2014 ECHL-Torwart des Monats Januar |

## Karrierestatistik
Stand: Ende der Saison 2023/24
(Legende zur Torhüterstatistik: GP oder Sp = Spiele insgesamt; W oder S = Siege; L oder N = Niederlagen; T oder U oder OT = Unentschieden oder Overtime- bzw. Shootout-Niederlage; Min. = Minuten; SOG oder SaT = Schüsse aufs Tor; GA oder GT = Gegentore; SO = Shutouts; GAA oder GTS = Gegentorschnitt; Sv% oder SVS% = Fangquote; EN = Empty Net Goal; 1 Play-downs/Relegation; Kursiv: Statistik nicht vollständig)